# 大熊座78
大熊座78，又名BD+57 1408，HD 113139、SAO 28601、HR 4931，是大熊座的一颗恒星，视星等为4.93，位于銀經120.3，銀緯60.71，其B1900.0坐标为赤經12h 56m 26.4s，赤緯+56° 60.71′ 19″。